# Maksim Mordowin
Maksim Anatoljewicz Mordowin (ros. Максим Анатольевич Мордовин; ur. 14 sierpnia 1986) – rosyjski zapaśnik startujący w stylu klasycznym. Dziesiąty w Pucharze Świata w 2010. Mistrz Europy juniorów w 2005. Mistrz Rosji w 2005 i 2007 i trzeci w 2008 i 2009 roku.